# Baskin (pel·lícula)
Baskin és una pel·lícula de terror surrealista turca del 2015 dirigida per Can Evrenol, basada en el seu curtmetratge del 2013 del mateix nom. Se centra al voltant de cinc agents de policia que s'han endinsat sense voler a l'infern.
Projectada per primera vegada al Festival Internacional de Cinema de Toronto l'11 de setembre de 2015, la pel·lícula marca el llargmetratge de debut com a director d'Evrenol. Els actors Muharrem Bayrak i Gorkem Kasal, que havien actuat en la versió de curtmetratge, van tornar a protagonitzar el llargmetratge, juntament amb Ergun Kuyucu, Fatih Dokgoz i Sabahattin Yakut com els cinc agents de policia que conformen el repartiment principal de protagonistes de la pel·lícula. L'actor debutant Mehmet Cerrahoglu ha rebut crítiques positives per la seva destacada actuació com el vilà, El Pare.

## Argument
Un noi jove es desperta a la nit després d'escoltar estranys sorolls sexuals des de l'habitació de la seva mare. Veu la seva televisió estàtica i de sobte s'espanta per una visió de la seva habitació. Crida i truca frenèticament a la porta de l'habitació de la mare, que està tancada, mentre una mà s'allarga cap a ell des de la foscor.
Una figura amb caputxa lliura una galleda de carn crua a un petit restaurant. Cinc agents de policia que hi sopen, Remzi, Arda, Yavuz, Apo i Seyfi, discuteixen sobre sexe. Seyfi, que s'ha trobat malament, corre cap al lavabo per estar malalt i nota una granota a la sabonera. Yavuz comença una baralla amb el fill del propietari del restaurant i els homes decideixen marxar. Seyfi insisteix a conduir malgrat la seva malaltia.
Mentre condueixen, els homes reben una crida de suport dels companys que han anat a Inceagac, un poble conegut per rumors estranys. Seyfi té una visió aterridora d'una figura sagnant i accidentalment condueix la seva furgoneta a un llac. Encallats, els agents es dirigeixen cap a Inceagac. Els veïns els avisen dels perills del poble. Es dirigeixen a una comissaria de policia abandonada de l'època de l'Imperi Otomà, l'origen de la trucada de socors.
Un cop dins, descobreixen un company policia en un estat de catatònic salvatge. Es dóna a entendre que la resta de la seva unitat policial ha estat presa o assassinada. Seyfi es queda amb l'home mentre els altres quatre investiguen. Seyfi descobreix una habitació que conté un culte de persones, coberta de sang i vísceres. Està massa aterrit per moure's mentre els cultistes pululen sobre ell, arrossegant-lo enmig d'ells.
Mentre es mouen per l'edifici, els altres homes són testimonis d'imatges horripilants i es veuen sotmesos a escenaris cada cop més estranys i surrealistes. A través de flashbacks i seqüències de somnis, es revela que en Remzi ha estat com una figura paterna per a Arda, després d'haver-lo acollit quan era jove, i l'Arda era el noi de l'escena inicial.
Els homes restants estan lligats en un calabós envoltat pels cultistes. Se'ls revela una figura encaputxada coneguda com El Pare; ell i els cultistes maten Apo, Yavuz i Remzi. El Pare explica que l'infern no és un lloc on vagis, és una cosa que portes amb tu en tot moment. Un Remzi moribund li dóna una clau a l'Arda, que fa servir per dominar el Pare i escapar de l'edifici.
Rient triomfal, Arda corre del poble per una carretera. Indica un vehicle que ve en sentit contrari, però el conductor no el veu i és atropellat. Es revela que el vehicle és la mateixa furgoneta de policia en què van viatjar els homes abans, i aquesta era la mateixa visió que havia vist Seyfi. Els cinc homes xoquen una vegada més contra el llac, la qual cosa implica que en realitat han entrat a l'infern.

## Repartiment
- Ergun Kuyucu com a cap Remzi
- Muharrem Bayrak com a Yavuz
- Gorkem Kasal com a Arda
- Fatih Dokgöz com Apo
- Sabahattin Yakut com a Seyfi
- Mehmet Cerrahoglu com a Baba / El Pare
- Sevket Suha Tezel com a Mestre Creep / El Servent
- Fadik Bülbül com a germana carnissera

## Producció
Baskin va ser dirigit per Can Evrenol, que també va coescriure la pel·lícula, i es basa en el curtmetratge anterior d'Evrenol amb el mateix nom. La pel·lícula va ser finançada de manera independent i rodada a Istanbul per MO Film, amb un pressupost d'uns 350.000 dòlars. Va ser un rodatge de 28 nits, sense cap dia, amb un mes de preproducció i una etapa de postproducció de 2 mesos. En una entrevista a Fangaoria, Evrenol va dir: 
| « | Els nostres permisos eren de vegades dubtosos, així que sempre ens va estressar perquè les autoritats descobrissin què dimonis estàvem fent en alguns dels nostres llocs bojos. Teníem gent nua al plató de les zones més conservadores de la ciutat. Era un estrès constant. A més, les limitacions de temps per a determinades escenes les feien molt difícils, i aquella única presa submarina ens va costar gairebé mitja nit de rodatge. | » |

## Recepció
A Rotten Tomatoes, la pel·lícula té una puntuació d'aprovació del 78% basada en 41 ressenyes, amb una mitjana ponderada de 6,66/10. El seu consens diu: "Baskin complementa les seves emocions sangrientes amb una atmosfera pesada i un ritme deliberat, sumant-se a una sortida de terror que juga amb la ment amb tanta entusiasme com arruïna la gana."
A Metacritic, que assigna una puntuació normalitzada a les crítiques, la pel·lícula té una puntuació mitjana ponderada de 58 sobre 100, basada en 12 crítiques, que indica "crítiques mixtes o mitjanes".
Shock Till You Drop va elogiar la pel·lícula i va fer comparacions amb el treball del director de terror italià Lucio Fulci, escrivint "BASKIN se sent com una versió esteroide d'una pel·lícula de Fulci vintage de principis dels 80; no una estafa o un homenatge de qualsevol manera, però hereu de les mateixes filosofies del cinema, el mateix desig de crear un paisatge oníric implacable de Grand Guignol i una resposta emocional." Noel Murray de Los Angeles Times va qualificar la pel·lícula de "ben feta i imaginativament inquietant", mentre va assenyalar que el gore excessiu de la pel·lícula pot no ser per a tots els gustos. Tom Huddleston de Time Out London va atorgar a la pel·lícula 4/5 estrelles, anomenant-la "[una] pel·lícula de terror turca atmosfèrica i genuïnament de malson". Huddleston va elogiar les imatges de la pel·lícula per ser "minucioses i horriblement belles", alhora que va assenyalar la trama fina de la pel·lícula i el desenvolupament mínim dels personatges.
Richard Whittaker d’Austin Chronicle va oferir a la pel·lícula elogis similars, escrivint: "Des dels primers moments, ell [Evrenol] crea un estat d'ànim inquietant i una sensació de cosmologia completa que els humans dins d'ella mai poden comprendre del tot. Aquesta seqüència final és realment inductora, sobretot perquè canvia de to tan completament des de les seqüències inicials i mitjanes, des de la veritat fins als ensurts de tall ràpid, fins a les llargs, lànguids i inquietants plans d'aquesta increïble antecambra a l'infern que té creat." Ben Kenigsberg de The New York Times va donar a la pel·lícula una crítica positiva, comparant-la amb Malson a Elm Street pels seus temes sobre la infància i els somnis, i el seu ús generós de la violència i el gore.
La pel·lícula no va estar exempta de detractors, alguns crítics es van queixar de la manca de sentit narratiu de la trama. Dennis Harvey de Variety va escriure una ressenya mixta, afirmant: "D'interès com a rara pel·lícula de terror turca moderna, el primer llargmetratge de Can Evrenol serà una visita obligada per als fans a les festes de fantasia. però la seva promesa inicial es dissipa en un embolic de fantasmagòria repetitiva i narrativa o desenvolupament de personatges massa escasses." David Rooney de The Hollywood Reporter va criticar la pel·lícula per la seva narrativa sense sentit, escrivint: "[Baskin] ofereix poca implicació narrativa o pors, però no transmet una repulsió sostinguda i estilitzada." Jake Dee de Arrow in the Head va donar a la pel·lícula una puntuació de 5/10, afirmant: "Després d'una apertura captivant per capturar la imaginació, es presenten massa daltabaixos i principis de terror repetitius que perjudiquen la frescor intrigant de l'obertura. La pel·lícula està ben rodada, actua de manera creïble i compta amb una partitura musical inquietant i atacs de violència que segur que impressionaran a alguns. Però quan tot està dit i fet, és difícil sortir de la pel·lícula amb una altra cosa que no sigui la seguretat que el director Can Evrenol té una gran pel·lícula en algun lloc."

### Premis
Baskin va guanyar el premi al millor director nou al Fantastic Fest i el premi The Director's a Morbido Fest el 2015.

## Mitjans domèstics
Capelight Pictures va llançar un paquet combinat DVD i Blu-ray d'edició limitada de col·leccionista a Alemanya el 29 d'abril de 2016. Més tard es va publicar al Estats Units per Scream Factory el 9 d'agost de 2016, com a paquet combinat de DVD/Blu-ray de dos discs.